# 何佩瑢
何佩瑢（1880年—1942年6月6日），又名佩容，字韵珊，湖北建始人。
何佩瑢毕业于日本陆军士官学校第四期步兵科，后在保定陆军军官学校任教官。1912年任陆军第二师师长。1916年起，历任湖北督军署参谋长、兼任政务厅厅长、财政厅厅长、署湖北省省长等职。1920年徐世昌因何佩瑢有安福系嫌疑而将其免职，后在青岛、武汉等地息隐。抗日战争期间投日，曾任武汉特别市参议府议长、湖北省省长、汪精卫政权中央政治会议列席委员。1940年5月在日军支持下于汉口成立中华民国共和党并任总裁，同年12月中华民国共和党解散，他与全体党员一同加入以汪精卫为主席的中国国民党并当选中央执行委员。翌年，以湖北省政府主席身份兼任湖北省保安司令。1942年6月6日被日军毒死。一說為病死。

## 延伸閲讀
- 最新支那要人傳，東京：朝日新聞社，昭和16年